# Belgrano megye (Santa Fe)
Belgrano egy megye Argentína középpontjától északkeletre, Santa Fe tartományban. Székhelye Las Rosas.

## Népesség
A megye népessége a közelmúltban a következőképpen változott:
| Év   | Lakosság |
| ---- | -------- |
| 2001 | 41 258   |
| 2010 | 44 788   |